# 4797 Ако
4797 Ако (1989 SJ, 1978 VY9, 1985 QB4, 4797 Ako) — астероїд головного поясу, відкритий 30 вересня 1989 року.
Тіссеранів параметр щодо Юпітера — 3,495.